# КТРК
УТРК (также Национальная телерадиовещательная корпорация) (кирг.: Улуттук телерадиоберүү корпорациясы) — крупнейшая телерадиовещательная корпорация в Кыргызской Республике. Организация объединяет телеканалы «Национальный Первый канал», «Музыка», «Баластан», «Маданият Тарых Тил», «КТРК Спорт», «Ала-Тоо 24», радиостанции «Биринчи Радио», «Кыргыз Радиосу», «Миң Кыял FM». В состав корпорации также входят Республиканский радиотелецентр, студия «Киргизтелефильм».
КТРК имеет более, чем 80-летнюю историю, и как флагман отечественного телерадиовещания в стране, стоял у истоков его зарождения.
Запечатлев и пропустив через свой эфир все знаменательные события из периода преобразования советской Киргизии в современный Кыргызстан.
В 2010 году после апрельских событий одним из первых декретов временного правительства было преобразование крупнейшего канала страны из государственного в общественный.
Главная цель — ограничить давление властей на главный «информационный рупор» страны и повысить роль общественного вещания.
Тогда же создан Общественный наблюдательный совет КТРК, призванный регулировать взаимодействие общественности с каналом.
Первые плоды их труда это «Редакционная политика КТРК» — документ, определяющий нормы в освещении событий и подготовки передач.
Особенность статуса «общественный» заключается в ориентированности работы на развитие общества, его обучении и предоставлении беспристрастной информации.
Сегодня КТРК предлагает для своей аудитории программы на разную жанровую тематику: актуальная информация, детско-образовательные и познавательные передачи,
передачи, посвящённые истории и актуальным проблемам сегодняшнего дня, а также политической и культурной жизни страны и мира. Вниманию зрителей предлагаются фильмы и материалы из «золотого фонда КТРК».
КТРК владеет самой крупной сетью распространения сигнала в стране, охватывая более 98 % населения страны. Помимо наземных сигналов передачи КТРК можно найти на спутнике Intelsat 904 или через онлайн трансляцию на официальном сайте www.ktrk.kg.
Ресурсы КТРК колоссальны и не имеют аналогов в стране. В распоряжении КТРК самые крупные и оснащённые студии для прямых эфиров ТВ, звукозаписывающие студии от малых ансамблей до целых симфонических оркестров, концертные студии и так далее. В освещении важных событий государственного масштаба задействованы передвижные телевизионные студии (ПТС) способные передавать сигнал из места событий в режиме прямого эфира.
Собственные корреспонденты работают над освещением каждодневных и самых главных событий страны и мира, предлагая теле радио аудитории прямые включения, собственные репортажи, а также передачи о самых заметных событиях.

## История
20 января 1931 года Народный комиссариат почт и телеграфов РСФСР запустил радиостанцию «Киргизское радио». Именно в этот день в городе Фрунзе полностью был сдан в эксплуатацию радиоузел протяжённостью 25 километров, с абонентской сетью в 300 радиоточек. В 1930 году во Фрунзе началось сооружение типового радиоузла, а в 1931 году он был полностью введён в эксплуатацию. В 1933 году Киргизское радио было выделено в Комитет по радиофикации и радиовещанию Совета народных комиссаров Киргизской АССР, переименованный в 1957 году в Государственный комитет Киргизской ССР по телевидению и радиовещанию (Гостелерадио Киргизской ССР). В советские годы Кыргызкое радио, безусловно, играло важную роль в популяризации жизни кыргызского народа. Хотя, оно, как и другие формы средств массовой информации выступало инструментом пропаганды, было идеологически мотивированной, но, тем не менее, это было радио, которое несло определённую нужную информацию, доносило до слушателей удивительное культурное разнообразие страны. Эта основная цель, сохранение наследия стала важной и главной задачей кыргызского радио после развала большой Советской страны.
21 февраля 1991 года Гостелерадио Киргизской ССР было реорганизовано в Государственную телерадиокомпанию Республики Кыргызстан (ГТРК Республики Кыргызстан). В этот период ГТРК Республики Кыргызстан была запущена 2-программа кыргызского радио, позже переименованная в Радио XXI век. Частоты 1-й программы Всесоюзного радио перешла 1-й программе кыргызского радио, частоты Маяка — 2-й программе кыргызского радио, частоты 3-й программы Всесоюзного радио — радиостанции «Пирамида».
19 марта 1993 года ГТРК Республики Кыргызстан была реорганизована в Государственную национальную телерадиовещательную компанию Республики Кыргызстан, 16 марта 1998 года реорганизованная в свою очередь в Государственную телерадиокорпорацию Кыргызской Республики, в 2001 года к ГТРК Кыргызской Республики были присоединены Чуйская ОТРК, Джелал-Абадская ОТРК, Таласская ОТРК, Ошская ОТРК, Иссык-Кульская ОТРК и Нарынская ОТРК, а также Республиканский телерадиоцентр, «Кыргызтелефильм», Симфонический оркестр и хор, а 25 февраля 2003 года — в Национальную телерадиокорпорацию Кыргызской Республики, 19 января 2006 года — она была вновь преобразована в Государственную телерадиокомпанию Кыргызской Республики, но 26 марта 2007 года она вновь была переименована в Национальную телерадиокорпорацию Киргизской Республики, 4 сентября 2008 года Чуйская ОТРК, Джелал-Абадская ОТРК, Таласская ОТРК, Ошская ОТРК, Иссык-Кульская ОТРК и Нарынская ОТРК были выделены из НТРК Кыргызской Республики, а в 2010 г. — в Общественную телерадиовещательную корпорацию Кыргызской Республики. За двадцать пять лет независимости КТРК развивалось, совершенствовалось и выполняло главную свою миссию — донести до слушателей уникальность Кыргызстана и его народа.
1958 год остался в истории корпорации и страны запуском первой телепередачи, годом зарождения кыргызского телевидения. Страницы истории кыргызского телевидения запечатлели разные времена и события, став главным источником информации для кыргызского общества и его проводником в современный мир и культуру. 
После революции 2010 года декретом Временного правительства государственной телерадиокомпании был дан статус Общественной.
21 декабря 2011 года был принят закон «Об Общественной телерадиовещательной корпорации Кыргызской Республики», согласно которому корпорация является государственной телерадиовещательной организацией, имеющей статус общественного вещателя.
Была создана новая форма организации, в которой органами управления являются Наблюдательный совет и Генеральный директор.
Наблюдательный совет является коллегиальным органом, состоящим из 15 членов, которые избираются на 5 лет. Состав Совета утверждается Жогорку Кенешем и формируется: от Президента — 5 членов; от Жогорку Кенеша — 5 членов; от гражданского общества — 5 членов.
Членами Совета не могут быть лидеры партии, депутаты Жогорку Кенеша и местных кенешей или государственные и муниципальные служащие.
Генеральный директор представляет исполнительный орган корпорации, который управляет корпорацией и несёт ответственность за все её операции и виды деятельности. Избирается Наблюдательным Советом на 5 лет и подотчётен ему.
11 мая 2022 года Президент Садыр Жапаров подписал закон КР № 33 «О Национальной телерадиовещательной корпорации Кыргызской Республики».Наблюдательный совет КТРК был ликвидирован. Генерального директора будет назначать президент страны. Закон регулирует вопросы управления Национальной телерадиовещательной корпорации КР и направлен на создание условий для развития информационного пространства Кыргызской Республики, а также дальнейшего совершенствования национального телерадиовещания.

## Руководство
За всю историю существования киргизского телевидения сменилось 20 руководителей:
- Менсеитова Рабия (1957—1961 гг.),
- Ботоканова Айымбүбү Умаровна (1961—1964 гг.),
- Токомбаев, Асанбек (1964—1985 гг.),
- Стамов, Асанбек (1985—1986 гг.),
- Орозова Умтул Шейшеевна (1986—1991 гг.),
- Жээнбеков Сатыбалды (1991—1992 гг.),
- Казаков Тугелбай (1992—1993 гг.),
- Омуркулов Кадыркул (1993—1994 гг.),
- Матисаков Абдиламит (1994—1996 гг.),
- Карыпкулов Аманбек (1996—2001 гг.),
- Мамбетакунов Молдосейит (2001—2002 гг.),
- Айтикеева Токтобубу (2002—2004 гг.),
- Мусаев Сыртпай Жолдошевич (2004—2005 гг.),
- Абдырахманов Султан (2005—2006 гг.),
- Молдокасымов Кыяс (2006—2007 гг.),
- Эшимканов Мелис (2007—2009 гг.),
- Орозбай кызы Кайыркуль (2009—2010 гг.),
- Оторбаев Кубат Табылдиевич (2010—2014 гг.),
- Жумагулов Султан (2014—2015 гг.),
- Карыпбеков Илим Майрамбекович (февраль 2015 года — март 2019)
- Жайнак Усен уулу (6 марта 2019 — 6 октября 2020)
- Алиев Бактияр Женишбекович (10 октября 2020 - октябрь 2021)
- Иманалиев Кайрат Олжобаевич (октябрь 2021 -март 2023)
- Тиллебаев Болот Кочкорович (март 2023 - ...)

## Телеканалы

### Национальный Первый канал
История Национального первого канала начинается с 8 декабря 1958 года. Киргизский государственный телеканал, национальный, а затем и общественный, за 55 лет испытал и взлёты и падения, слышал и критику и похвалу. На протяжении всех этих лет, сохраняя культурное наследие Киргизии, КТРК бесценен. Являясь золотым фондом, КТРК является бесспорным лидером информационного пространства.
Одной из главных целей Национального первого канала является укрепление позиций на медиарынке страны, как самого масштабного и рейтингового канала, путём повышения качества и оперативности предоставляемого контента. По результатам исследований общественного мнения относительно восприятия медиа в Киргизии Общественный первый канал КТРК является самым популярным телеканалом по Киргизии. Общественный первый канал предоставляет своей аудитории широкий спектр передач, которые охватывают культурно-познавательные, социально-экономические, музыкально-развлекательные, спортивные темы, тем самым активно участвуя в жизни общества.

#### Утренняя программа «Замана»
Первый выход утренней программы «ЗАМАНА» на киргизском телевидении состоялся 2 июня 1995 года, когда утренний эфир для Киргизии в целом был единственным. С тех пор утренний блок Общественного первого канала начинается с позывных именно этой программы. Аудитория утренней программы — вся страна и приграничные районы соседних государств.
Авторский коллектив программы находится в постоянном творческом поиске и тематика рубрик и материалов утреннего блока всегда будут успевать за актуальными и нужными для нашего зрителя темами и направлениями!
Девиз программы — «Мы работаем, чтобы вы ещё немного отдохнули!» Начните день с программы «ЗАМАНА» и будьте в курсе событий с утра пораньше!

#### Студия «Маалымат»
Редакция студии «Маалымат» — одна из базисных редакций КТРК КР. Здесь разрабатываются и готовятся к эфиру программы и телевизионные проекты, основой которых является социально-экономическая направленность. Экономика, политика, образование, развитие аграрного сектора страны и другие сферы, связанные с поступательным развитием современного общества — фундаментальные темы программ редакции «Маалымат». Авторские проекты, прямые эфиры, трансляции событий государственного масштаба и актуальности, телемосты со странами ближнего и дальнего зарубежья (Турция, США, Азербайджан и др.) в режиме онлайн- составляющие звенья общей целостности программ КТРК.
Редакция «Маалымат» была основана в 1962 году и называлась главной редакцией политико-экономических программ.
Редакция социально-экономических и инновационных программ с момента основания является одной из основных редакций телевидения, обеспечивающая информированность населения, путём проведения программ различных форматов и жанров, в том числе и в прямом эфире, актуальность которых продиктована состоянием общества в тот или иной период её развития.
Известные журналисты, работавшие в разные годы в редакции СЭИП: Александра Черемушкина, Рыскул Айталиев, Октябрь Эмилов, Арзыгул Караев, Рысбек Мамытов, Мырзакул Мамбеталиев, Байма Сутенова, Нышанбек Кочкоров, Макен Чекиров, Дуйшеналы Мамбетомуров, Каныбек Абдыкадыров, Бактияр Тукеев, Нуркамал Асканова, Алмаз Касымалиев.
Программы являются интерактивными и предоставляют обществу возможность свободно выражать своё мнение.
К примеру программа «Ой-Ордо» является открытой свободной площадкой, которая транслируется в прямом эфире. За короткое время «Ой-Ордо» смогла заслужить доверие общественности и стать одним из популярных программ в Киргизии. «Ой-Ордо» предоставляет общественности возможности поднимать те или иные социальные, экономические вопросы, открыто дискуссировать, выражать и обмениваться мнениями в прямом эфире.
Программы на Общественном первом канале охватывают вопросы, которые смогли бы вносить положительные тенденции в развитии здорового, преуспевающего населения страны.
«Кайдасын?» — телепроект, который помогает найти людям своих родных и близких, пропавших без вести. Впервые программа вышла в эфир 5 апреля 2007 года. На протяжении 8 лет поступило более 5000 обращений и более 2000 людей нашлись. Люди должны верить и ждать, ценить и дорожить возможностью быть с дорогими людьми, ведь за каждой печалью обязательно будет радостная весть.
Телепроект «Формула успеха». Как достичь успеха в той или иной сфере и в чем заключается формула успеха? Успешные, современные и талантливые люди поделятся секретами своего успеха в самых разных сферах жизни: спорте, политике, культуре, бизнесе и многом другом. «Формула успеха» — это образ жизни, увлечения, бизнес и целеустремлённость. Новые лица, новые идеи, вдохновение и успех!
«КТРК Кербени» — ведущие путешествуют по семи областям Киргизии и среди тысячи людей находят инициативных, трудолюбивых, изобретательных и талантливых людей. Вместе с ними переживают один трудовой день и окунаются в атмосферу жизни той местности. Каждая история, как целая жизнь. В Киргизии очень много талантливых жителей, которые свои трудом и стремлением достигают целей и развиваются. «КТРК Кербени» — это новые идеи, новые люди, красивая Киргизия и огромный стимул для роста.

### Ала-Тоо 24
Первый круглосуточный информационный телеканал в Киргизии «Ала-Тоо 24» начал своё вещание 12 сентября 2016 года. Телеканал входит в цифровое телесемейство Общественной телерадиовещательной корпорации Киргизской Республики.
Основу круглосуточного вещания телеканала «Ала-Тоо 24» составляют информационные, информационно-аналитические, культурно-познавательные передачи. 
Телеэфир формируется из собственных продуктов. 
Цель телеканала — формировать широкое информационное пространство. Его основа — редакция телеканала и внештатные корреспонденты, которые осуществляют:
- Поиск, получение и распространение объективной, достоверной и интересной киргизам информации о социально-экономических процессах, происходящих в стране.
- Информирование населения о деятельности органов законодательной и исполнительной власти, местного самоуправления.
- Развитие региональной системы телекоммуникаций и связи.

В освещении социальных проблем не допускается напряжённость, раскол общества. Для этого журналисты канала освещают все существующие точки зрения на спорные проблемы. Также освещаются такие темы, как криминал, катастрофы, но без акцентировки негатива. Принцип телеканала — уважение к зрителю, уважение к истории страны, народным традициям, культуре и духовным ценностям.

### Маданият Тарых Тил
Общественная телерадиовещательная корпорация Киргизии обладает огромным архивом видео и аудио материалов культурного наследия страны. Наряду с этим, сегодня на Общественном первом канале непрерывно создаются новые культурно-познавательные программы, которые становятся неотъемлемой частью духовного и культурного развития населения страны.
Передачи такие, как «Кыз-жигит Сармерден», «Ырдайлы кыргыз ырларын», «Бейне», «Улутман», классические концерты, «Линия жизни», «Өмүр сызыгы» и другие стали одними из полюбившихся зрителям на протяжении многих лет. Огромный вклад в создании данных программ играют письма, которые поступают от телезрителей.
Вклад в развитие культуры Общественной телерадиовещательной корпорации огромен. В этой связи, КТРК запускает новый телеканал «Маданият Тарых Тил» Концепция телеканала заключается в создании и распространении передач на разную тематику: музыка, искусство, литература, отражение культурного многообразия, просвещение, сохранение и развитие национальных традиций, воспитание патриотизма и развитие идеологии.
Канал начал своё вещание 1 марта 2016 года социальном пакете цифрового телевещания КР. Концепция нового телеканала «Маданият Тарых Тил» разработана в рамках Указа Президента КР № 222 от 13 декабря 2014 года с целью удовлетворения морально-этических и культурно-эстетических потребностей населения, а также прививания молодому подрастающему поколению основ культурной идентичности через изучение истории и кыргызского языка.
Телеканал «Маданият Тарых Тил» оборудован современной цифровой техникой и студией-аппаратной для вещания в формате высокой точности HD, что придаёт ему более значимый статус среди телеканалов начинающих вещание в ЦТВ.

#### ТелеканалСПОРТ
Телеканал КТРК СПОРТ — первый спортивный телеканал в Киргизии, входящий в состав телесемейства Общественной телерадиовещательной корпорации. Канал является специализированно — ориентированным на создание и распространение телевизионной продукции на спортивную тематику и культуру физического здоровья человека.
Учитывая возросший интерес к спорту во всем мире в целом и в Киргизии, в частности, миссия телеканала заключается в содействии развития спорта в стране, пропаганде здорового образа жизни и привлечении молодёжи к занятию спортом, распространению и продвижению национальных видов спорта.
Трансляции спортивных состязаний — это основа эфирной политики телеканала КТРК СПОРТ, они занимают более 50 % эфирного времени канала и выходят в прямом эфире.
Зрители телеканала в режиме реального времени могут следить за ходом крупнейших соревнований, проходящих в стране и мире, включая Олимпийские и Азиатские игры, чемпионаты страны, мира и Европы по футболу, национальным видам спорта, лёгкой атлетике, хоккею и другим видам спорта.

### Баластан
«Баластан» — первый детский телеканал в Киргизии. Начал своё вещание 1 октября 2013 года. Телеканал является образовательно-познавательным и ориентирован для детей школьного и дошкольного возраста и их родителей. На телеканале представлены развивающие детские передачи, интересные программы и фильмы дающие возможность детям окунуться в удивительный мир открытий и знаний. «Баластан» ответит на многие вопросы маленьких почемучек и поделится интересными знаниями со своими друзьями.
«Баластан» также знакомит своих юных зрителей с новостями, о том, что происходят в стране детей или же развлечёт своими интересными яркими детскими шоу и концертами.
«Баластан» — счастливый смех детей и радость в каждую семью!
Вещает по кабельным каналам в Чуйской области, в социальном пакете цифрового вещания «Кыргызтелеком» в Ошской и Джалал-Абадской области. С января 2014 года канал начал показывать в Баткенской области.

### УТРК Музыка
Круглосуточный музыкальный канал Общественной Телерадиовещательной Корпорации начал вещать 1 октября 2012 года. Уже за короткий срок успел полюбиться многим. Продукция канала охватывает большой круг интересов любителей музыки: это и классика, зарубежная и отечественная эстрада, фольклор и балет.
Особенно большой успех музыкальный канал имеет у молодёжи. Здесь можно всецело насладиться любимыми хитами и познакомиться с вновь зажигающимися звёздами.
Концепция канала заключается в создании и распространении передач на разную тематику: музыка, искусство, литература, отражение культурного многообразия, просвещение, сохранение и развитие национальных традиций, воспитание патриотизма и развитие идеологии.
Вещание ведётся в кабельных сетях в Чуйской области, в цифровом пакете в Баткенской области, на телеканале «Ынтымак» в Ошской области, а также на телеканале «Сентябрь» в Джалал-Абаде.

## Радиостанции

##### Радиосемейство КТРК
Радиосемейство КТРК — это радиовещательное объединение КТРК КР, имеет более, чем 80-летнюю историю вещания и является единственным в своей отрасли, вещающим на всю территорию Киргизии в диапазонах FM, УКВ ЧМ, а также через спутник IntelSat 904.
На сегодняшний день «Радиосемейство КТРК» является самым крупным объединением в области радиовещания, на долю которого приходится самый большой объём радиопродукций, производимых в стране.
В радиосемейство входит пять радиостанций:
Биринчи Радио
- Бишкек: FM 104,1
- Иссык-Куль: FM 102,4
- Нарын: FM 100,5
- Ош: FM 100,7
- Баткен: FM 104,2
- Джалал-Абад: FM 104,7
- Талас: FM 102,08
- Чуй: FM 104,1

Формат радиостанции — информационный, основной контент составляют информационно-аналитические передачи. Биринчи радио охватывает широкий спектр общественных вопросов, которые интересны как и для взрослого населения, так и для подрастающего поколения, которые активно участвуют в жизни страны. Радиостанция вещает по всей территории Киргизии, 7 дней в неделю, 18 часов.
Радио позиционирует себя как All Talk Radio, то есть радио «ОБО ВСЕМ». Другими словами, это единственная в Киргизии радиостанция, распространяющая точную и полную информацию о политических и экономических событиях, новостях культуры и спорта 18 часов в сутки, семь дней в неделю на всю территорию республики и за её пределами.
Кыргыз радиосу
- Бишкек-Чуй: FM 106,9, УКВ 66,38
- Ош: FM УКВ 71,69 и 71,81
- Баткен: FM УКВ 70,88 и 68,48
- Джалал-Абад: FM 105,9 УКВ 71,93 72,20 66,86
- Талас: FM 107,6 УКВ 67,82
- Иссык-Куль: FM 106,0 УКВ 67,82 67,04
- Нарын: FM 103,2 УКВ 72,08

Направленность — литературно-драматические передачи, радио-спектакли, архивные программы из «Золотого Фонда», классическая и фольклорная музыка, духовно-образовательные программы. Формат радио — культурно-просветительский. Радио ориентировано на аудиторию в возрасте от 30-70 лет, ведущие размеренный образ жизни, стремящиеся к познаниям киргизской культуры и её развитию.
«Кыргыз радиосу» позиционирует себя как радиостанция, которая вещает на культурную тематику. Вещает 18 часов в сутки, семь дней в неделю на всю республику. Язык вещания киргизский.
Радио «Миң Кыял FM»
- Бишкек, Чуй: FM 103,7
- Баткен: FM 102,2
- Ош, Джалал-Абад FM 106,3
- Нарын: FM 107,7
- Иссык-Куль: FM 100,6
- Талас: FM 105,7

Музыкально-развлекательный канал, вещающий 24 часа в сутки, 7 дней в неделю Формат АС-Kyrgyz. Все хиты киргизских исполнителей. Язык вещания — киргизский. Вещает по всей территории страны на FM диапазоне.
Согласно формату АС-Kyrgyz, радиоканал «Мин Кыял FM» ориентирован на современную музыку для взрослых, в эфире радио звучат только опробованные хиты киргизской эстрадной и фольклорной поп-культуры страны. 

## Телеканалы и радиостанции

### Основные телеканалы
- УТРК

Доступен через эфирное (аналоговое на МВ), кабельное и спутниковое телевидение.

### Специализированные телеканалы
- УТРК Музыка
- Баластан
- Маданият. Тарых. Тил
- Спорт
- Ала-Тоо 24

Доступны через кабельное и спутниковое телевидение.

### Основные радиостанции
- Кыргыз радиосу — культура
- Биринчи радио — общая
- Миң кыял FM — музыка